# Steinar Nilsen
Steinar Nilsen, född 1 maj 1972, är en norsk tidigare fotbollsspelare och numera tränare.
Som spelare blev han norsk cupmästare med Tromsø IL 1996. Han var känd för sitt fantastiska skott och gjorde ofta mål från stora avstånd, ibland upp emot 40 meter.
Han blev såld till AC Milan 1997 och gjorde bland annat ett otroligt mål på frispark i en cupmatch mot Inter. Han såldes senare till SSC Napoli, där han var lagkapten några säsonger innan en allvarlig skada tvingade honom till ett uppehåll i karriären. Han flyttade tillbaka till Tromsø IL igen och gjorde en sensationell comeback i den norska Tippeligan, innan ytterligare skadeproblem tvingade honom att definitivt avsluta den aktiva karriären.
I augusti 2005 tog han över huvudtränaransvaret i klubben efter Otto Ulseth. Laget hade då en prekär tabellsituation, men "Nilsen-effekten" medförde att laget gjorde en fantastisk upphämtning och hängde kvar i den översta serien. Succén fortsatte under senhösten 2005, då laget bland annat slog ut det turkiska storlaget Galatasaray ur Uefacupen. Trots framgångarna önskade Nilsen inte fortsätta som tränare, utan gick över i en tjänst som sportchef i klubben.
Ivar Morten Normark tog då över som tränare, men fick efter usla resultat sparken sommaren 2006. Detta medförde att Nilsen tecknade ett nytt kontrakt som tränare (till 2010) och också, för andra året i rad, klarade att bärga ett nästan omöjligt läge till nytt kontrakt vid säsongens slut.